# Col de Pierre Pertuis
Der Col de Pierre Pertuis ist ein Passübergang im Schweizer Kanton Bern. Er verbindet die Orte Sonceboz und Tavannes und überwindet die Wasserscheide zwischen den Tälern der Birs im Norden und der Schüss im Süden. Die Passhöhe liegt auf 827 m ü. M.
Der Name ist von der Felsformation Pierre Pertuis, einem natürlichen und künstlich erweiterten Felstunnel, abgeleitet (lateinisch: Petra pertusa), durch den in römischer Zeit die Wegverbindung zwischen Aventicum und Augusta Raurica führte. Der Felsdurchgang liegt etwa 300 Meter nördlich der Passhöhe. Eine Inschrift aus dem 3. Jahrhundert über dem nördlichen Tunneleingang nennt Marcus Dunius Paternus als Baumeister der Strasse (CIL 13, 5166):
NVMINI(BVS) AVGVST[O]RVM
VIA [D]VCTA PER M(ARCVM)
DVNIVM PATERNVM

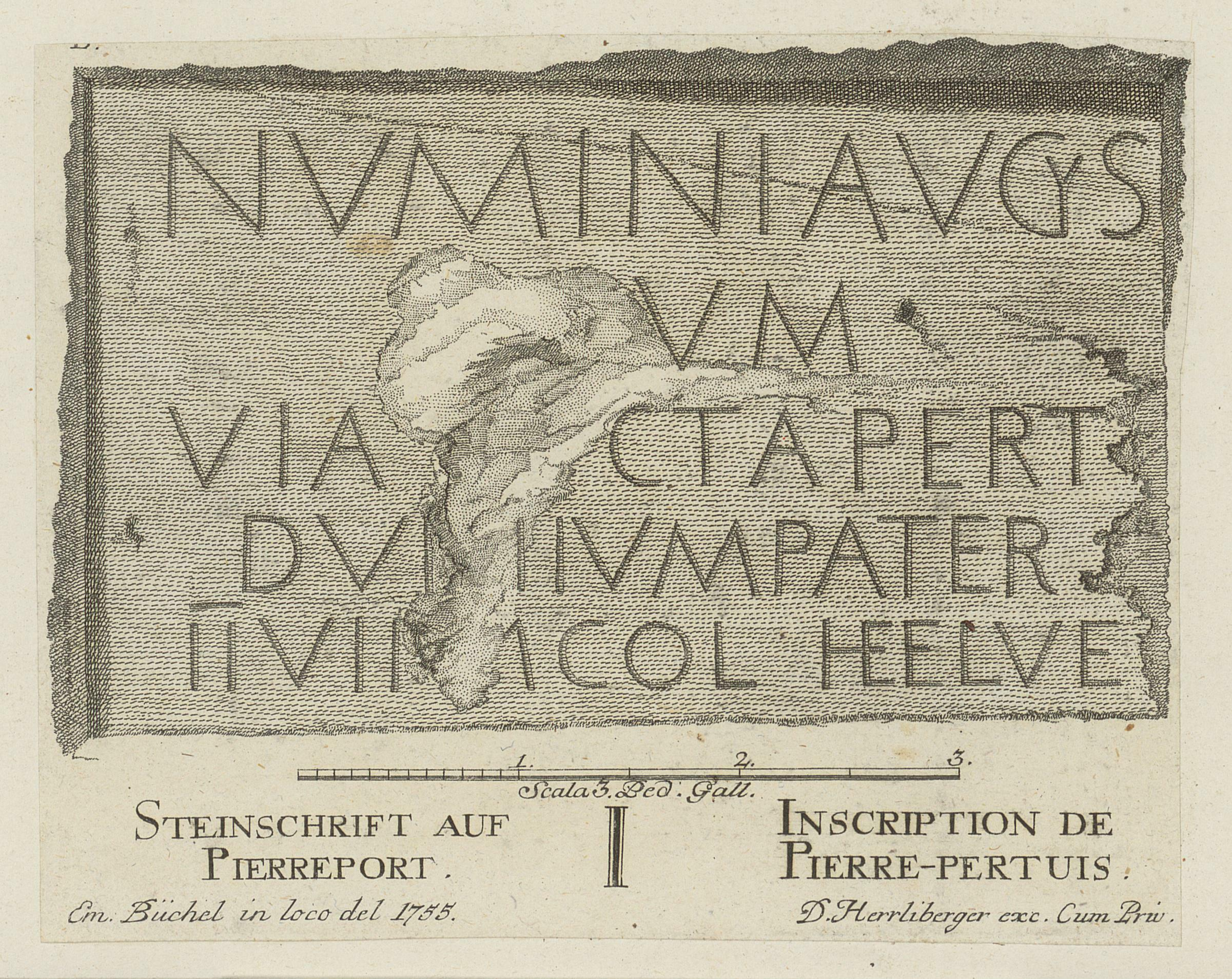
Römische Inschrift am Tunnel (Stich, 1758).

IIVIR[V]M COL(ONIAE) HELVET(IORVM).
Zu Ehren der Kaiser
wurde die Strasse erbaut von Marcus
Dunius Paternus,
Duumvir der Kolonie der Helvetier.
Die Passstrasse verlief bis zum Anfang des 20. Jahrhunderts durch den Tunnel. Dieser Abschnitt der römischen Strasse ist in der eidgenössischen Liste der schützenswerten Kulturgüter aufgeführt und steht somit unter nationalem Denkmalschutz.
Während der Mobilmachung von 1914 bis 1918 bauten Genietruppen der Schweizer Armee eine neue, für Motorfahrzeuge besser geeignete Strasse, die den alten Tunnel umgeht. 1932 wurde eine neue, von Arbeitslosen erbaute Bergstrasse eingeweiht. Seit November 1997 führt ein 2100 m langer, richtungsgetrennter Autobahntunnel der A16 durch den Berg.

## Inschrift
Im Stich von 1758 unterscheidet sich der Text leicht von dem auf dem Foto von 2007. Nämlich ist auf dem Stich ein "T" und nicht ein "M(ARCUM)" als Erbauer des Tunnels erwähnt.

## Galerie

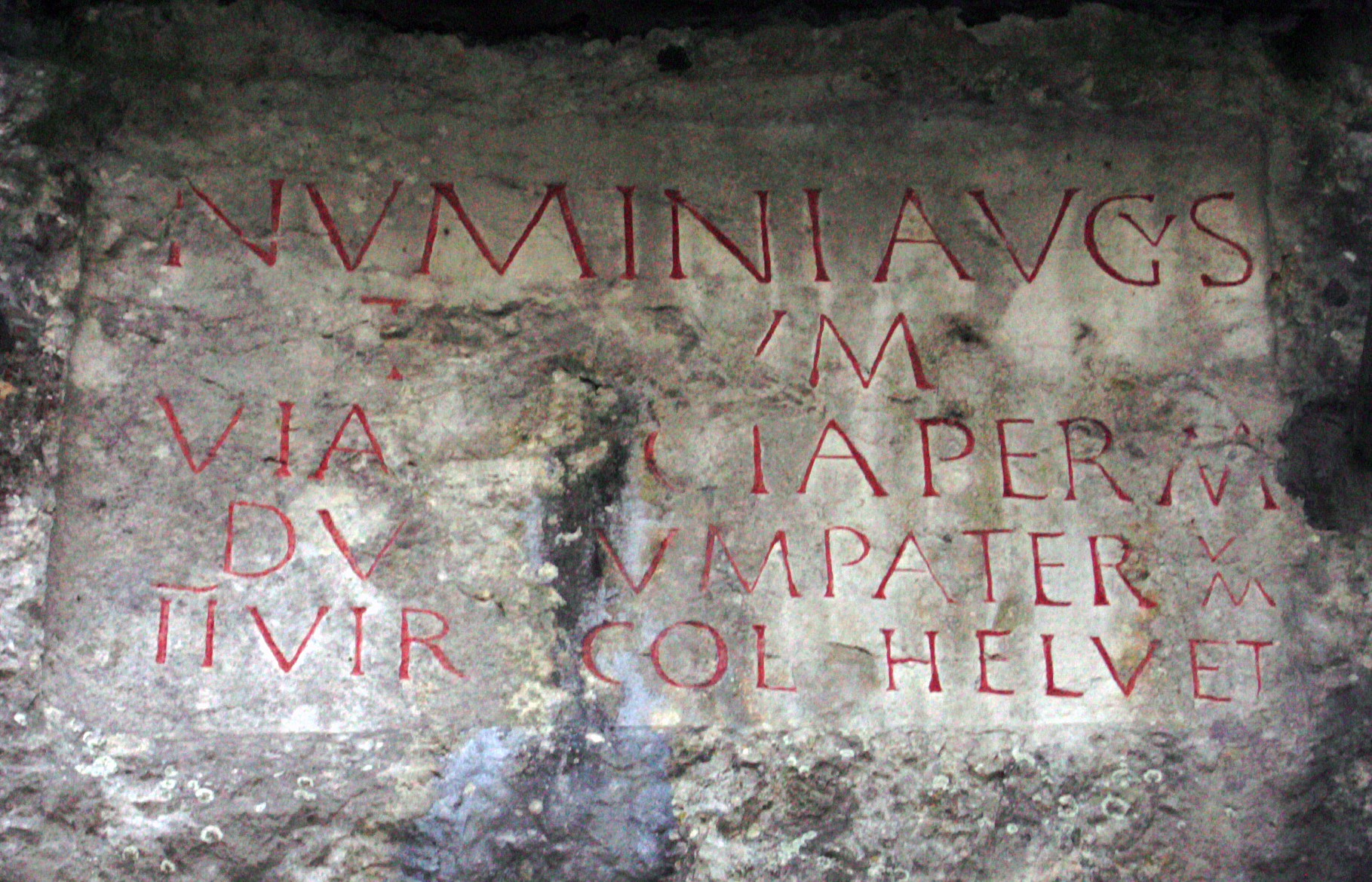
Römische Inschrift (Photo, 2007).
1914–1918, Aufnahme von Bauarbeiten durch das Militär.
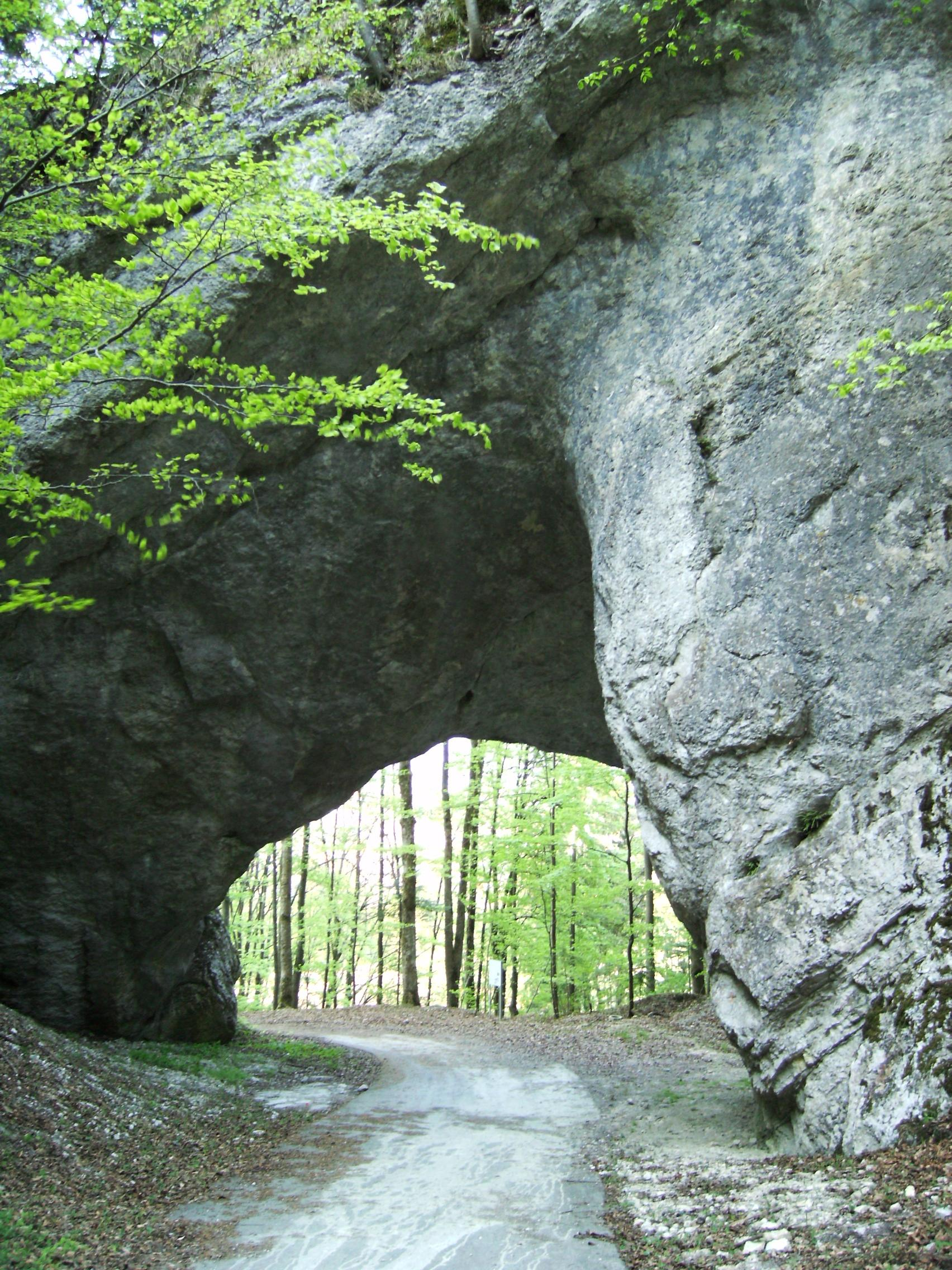
2007.
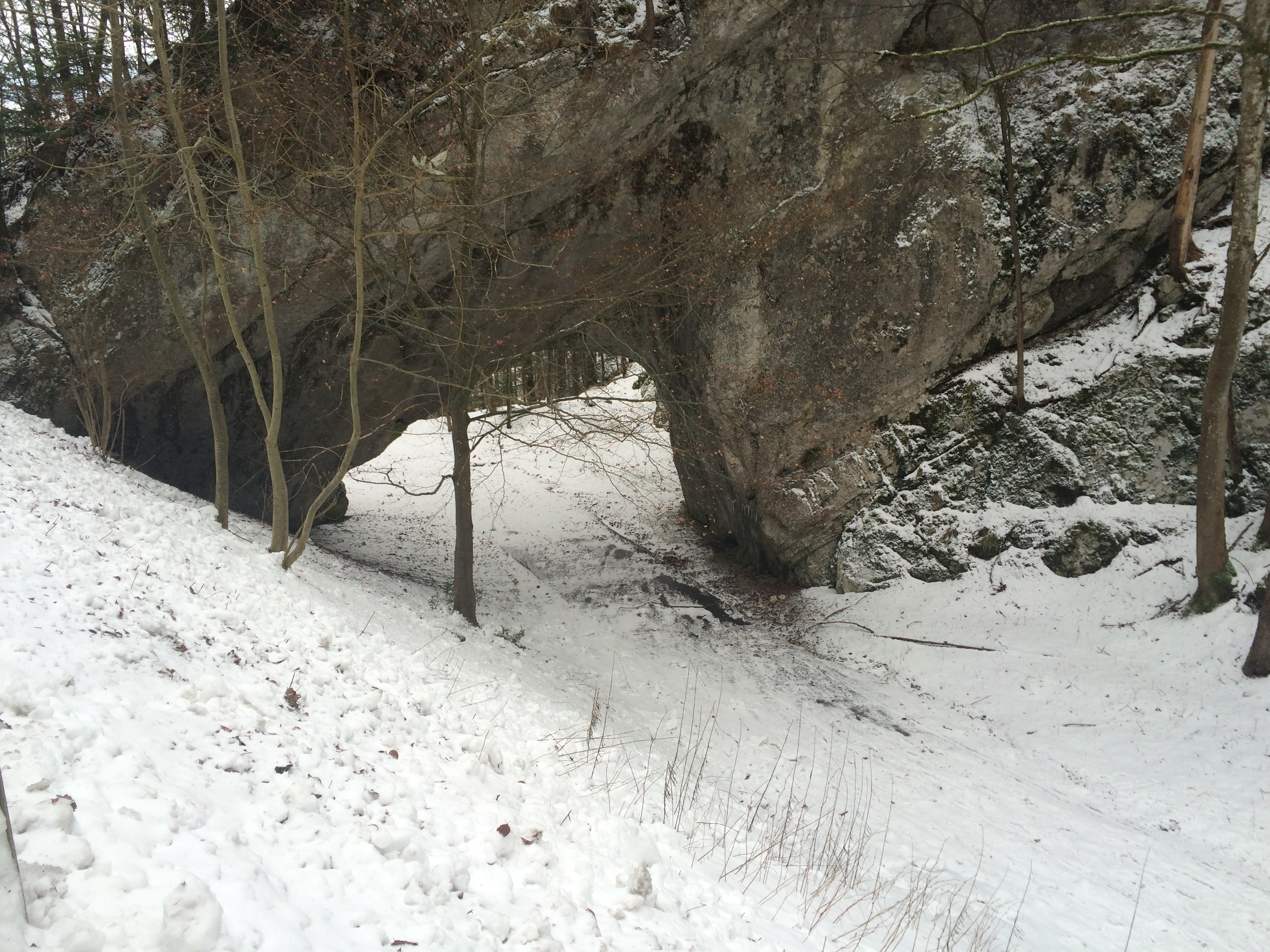
2016.